# 新丰垦殖场
新丰垦殖场，是中华人民共和国江西省南昌市新建区下辖的一个类似乡级单位。

## 行政区划
下辖以下地区：
丰联村和机关单位社区。